# 14. pehotna brigada (Združeno kraljestvo)
14. pehotna brigada (angleško 14th Infantry Brigade) je bila pehotna brigada Britanske kopenske vojske, ki je bila dejavna med prvo in drugo svetovno vojno.

## Zgodovina
Med prvo svetovno vojno je bila brigada na zahodni fronti, med drugo svetovno vojno pa v operaciji Margerita, bitki za Kreto, zahodni puščavski kampanji in kot del činditov v operaciji Četrtek burmanske kampanje.
1. novembra 1944 je bila brigada preoblikovana v 15. zračnopristajalno brigado.